# Bundesgymnasium und Bundesrealgymnasium Bludenz
Das Gymnasium Bludenz (kurz: BG BRG BORG Bludenz) ist eine allgemeinbildende höhere Schule in Bludenz im österreichischen Vorarlberg.

## Geschichte

### Gründung 1939
Das spätere Gymnasium wurde mit Erlass vom 4. Oktober 1939 vom damaligen Reichsministerium für innere und kulturelle Angelegenheiten als „Staatliche Oberschule für Jungen“ in der „Kreisstadt“ Bludenz bewilligt.

Nachdem die finanziellen Mittel für die Errichtung eines Schulgebäudes fehlten, wurde die Schule im Südtrakt des Dominikanerinnenklosters St. Peter (gegründet 1278 von Graf Hugo I. von Werdenberg-Heiligenberg) untergebracht.

### Eröffnung 1940
Das erste Schuljahr 1939/40 konnte erst nach Adaptierungsarbeiten mit der feierlichen Eröffnung am 13. Januar 1940 mit 41 Schülern begonnen werden. Mädchen wurden erst im zweiten Bestandsjahr 1940/41 zugelassen. Das Schuljahr 1944/45 musste wegen Lehrermangel und zahlreichen Fliegeralarmen wiederholt werden.
In den Räumlichkeiten der Schule wurde im Februar 1945 ein Kriegslazarett eingerichtet und die Klassen in die Volksschule verlegt. Im Mai 1945 bezog eine marokkanische Maultierkompanie der französischen Besatzungsmacht das Kloster.

### Schulbetrieb im Kloster St. Peter (1950–1961)
Im September 1950 begann der Unterricht in den Räumlichkeiten des Klosters St. Peter in Form eines Österreichischen Staatsrealgymnasiums und im Jahre 1948 konnten die ersten Schüler ihre Matura (Reifeprüfung) ablegen.
Das kleinste Klassenzimmer der Schule wurde umgangssprachlich „das Loch“ genannt – es lag im Erdgeschoß und hatte nur ein vergittertes Fenster zum Schulhof.
Der Platzmangel in den unzureichenden Räumlichkeiten des Klosters wurde immer gravierender und konnte durch den Bau einer Schulbaracke 1952 in der Klosterwiese vor dem Haupteingang gegenüber dem Schulgebäude kurzfristig gelindert werden.
Der Bau, in dem zwei Klassenzimmer sowie zwei Lehrmittelräume Platz fanden, wurde durch die Vorarlberger Illwerke und die Stadtgemeinde Bludenz unterstützt.
Zum Turnunterricht mussten die Schüler bis 1961 in den Bludenzer Stadtsaal ausweichen. Fußball und Leichtathletik war nur auf dem Unterstein-Sportplatz möglich.

### Schulneubau im Unterfeld (1956–1961)

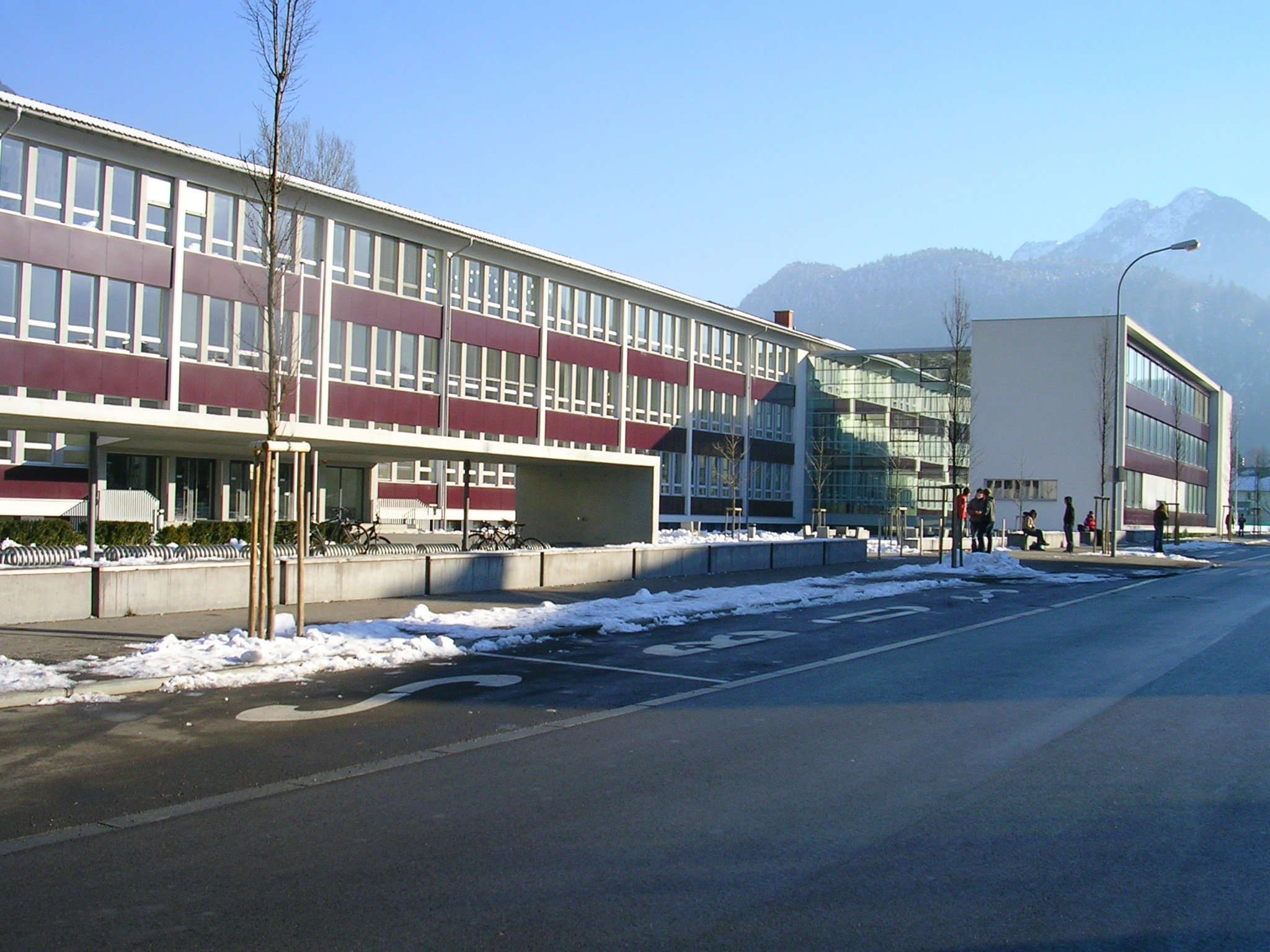
Bundesgymnasium und Bundesrealgymnasium Bludenz, Dezember 2007

Es war Ludwig Kert, Leiter der Schule seit 1947, der den Neubau der Schule im Unterfeld betrieb.

Bei seiner Rückkehr aus Amerika, England und Frankreich im Mai 1952 machte Bundeskanzler Leopold Figl Station in Bludenz, wo ihm Direktor Kert den Neubau der Schule dringend nahelegte. Die Stadt Bludenz hatte den Baugrund von 22.000 m2 im Unterfeld kostenlos zur Verfügung gestellt und mit dem Spatenstich am 21. September wurde 1956 mit dem Bau des neuen Schulgebäudes begonnen.
Im Juli 1961 besichtigte Bundespräsident Adolf Schärf zusammen mit dem Vorarlberger Landeshauptmann Ulrich Ilg den Fortschritt des Neubaus. Nach einer fünfjährigen Bauzeit konnte am 10. Dezember 1961 das moderne Schulgebäude am heutigen Standort in Unterstein seiner Bestimmung übergeben werden. Die Wandgestaltung im Foyer wurde 1963 vom Bregenzerwälder Künstler Leopold Fetz ausgeführt.
Mit einem schnellen Ansteigen der Schülerzahlen mussten in den 1970er Jahren die Professorenwohnungen zu Klassen umfunktioniert werden und das ehemalige Missionshaus St. Josef beherbergte noch bis 1980 einige Notklassen.

### Erweiterungen (1980 und 2002–2005)
Der 1980 eröffnete Zubau im Ostbereich konnte kurzfristig den enormen Platzbedarf mildern.
Direktor Dür übernahm 1985 die Leitung des Gymnasiums, setzte sich für den Bau einer dringend benötigten dritten Turnhalle ein und diese Halle konnte 1998 eröffnet werden.

In den Jahren 2002 bis 2005 wurde die Schule unter Direktor Fröwis generalsaniert und um einen zusätzlichen Südtrakt erweitert.
2015 feierte das BG Bludenz sein 75-jähriges Jubiläum.
Helmut Abl leitete das BG Bludenz elf Jahre von 2008 bis 2019. Mit dem Schuljahr 2019/20 übernahm Gerald Fenkart die Leitung des Gymnasiums.

## Unterrichtsformen
Im Schuljahr 2015/16 besuchen 798 Schüler das Bundesgymnasium und Bundesrealgymnasium Bludenz in 38 Klassen und es waren dort 87 Lehrkräfte beschäftigt.
Die Wohnorte der Schüler und Schülerinnen (Schülerzahlen jeweils am Ende des Schuljahres):
|                  | 1939/40 | 1950/51 | 1955/56 | 1960/61 | 2013/14 | 2014/15 | 2015/16 | 2017/18 | 2018/19 |
| ---------------- | ------- | ------- | ------- | ------- | ------- | ------- | ------- | ------- | ------- |
| Bludenz          |         | 127     |         | 202     |         |         |         |         |         |
| Schruns          |         | 30      |         | 53      |         |         |         |         |         |
| Übriges Montafon |         | 14      |         | 28      |         |         |         |         |         |
| Bürs             |         | 4       |         | 26      |         |         |         |         |         |
| Feldkirch        |         | 1       |         | 18      |         |         |         |         |         |
| Schülerzahl      | 41      | 236     | 338     | 432     |         |         | 798     | ca. 900 | 840     |
| Klassenzahl      | 1       | 9       | 12      | 16      | 39      | 38      | 37      | 36      |         |
| Lehrpersonen     |         |         |         |         |         |         | 87      |         | 97      |

Im Schuljahr 2006/07 besuchten 41 % der Schüler die AHS-Langform und 59 % waren aus der Hauptschule übergetreten.
Es gibt in Bludenz aktuell zwei Langformen sowie zwei Bildungszweige im Bundesoberstufenrealgymnasium (BORG).

### Langformen

#### Kultur & Sprache
Hier wird besonderer Wert auf die fremdsprachliche Ausbildung gelegt. In der dritten Klasse beginnt der Unterricht in Französisch oder Spanisch und die in der Unterstufe nicht gewählte Sprache wird dann ab der fünften Klasse erlernt.

In der Oberstufe bieten die Wahlpflichtgegenstände die Möglichkeit, zusätzlich noch Sprachkenntnisse in Russisch zu erwerben. Einen wesentlichen Schwerpunkt, neben den Sprachen, bildet in diesem Schulzweig das Pflichtfach „Kulturelle Bildung“.

#### Natur & Technik
In dieser Schulform liegt der Schwerpunkt auf den Gegenständen Mathematik, Biologie und Umweltkunde, Physik, Chemie und Darstellender Geometrie. Zu Beginn der fünften Klasse wird zwischen Italienisch, Französisch und Latein gewählt.

Der dreijährige Unterricht in Darstellender Geometrie erfolgt ab der sechsten Klasse mittels CAD-Programm ausschließlich am Computer.

### Kurzformen
Neben der Langform des Gymnasiums werden in Bludenz auch zwei Zweige im BORG angeboten. Diese Schulformen führen in vier Jahren zur Matura. Im BORG wählen die Schüler zwischen Italienisch, Französisch und Latein.

#### BORG Gesundheit & Bewegung
Dieser in Österreich einmalige Zweig kennzeichnet sich durch ein Schwerpunktfach „Gesundheit & Bewegung“ mit drei bis vier Wochenstunden. Seine Zielsetzung ist die Vorbereitung auf gesundheitsnahe Studien und Berufe.
Die Themenschwerpunkte umspannen dabei Bereiche wie Anatomie, Physiologie, Ernährungslehre, Erste Hilfe, Trainingslehre, Gesundheit, Wellness, Sportverletzungen, Rehabilitation, Gesundheitsberufe, sportmedizinische Tests, Verbandstechnik, Sportmassage etc.
Für den Unterricht im Schwerpunktfach gelten folgende Prinzipien:
- Höchstmögliche Eigenaktivität
- Fächerübergreifender Unterricht
- Einbindung externer Experten
- Maximale Außenaktivität
- Angebote möglicher Zusatzausbildungen

#### BORG Wirtschaft & Digitales
Dieser Schulzweig wird seit dem Schuljahr 2017/18 angeboten und beinhaltet ein Bildungsangebot in den Bereichen Unternehmerführerschein und Unternehmerprüfung sowie im digitalen Bereich.

## Schulleitung
- 1940–1942: Eberhard Steinacker
- 1942–1945: Karl Hane
- 1945–1946: Guido Burtscher
- 1946–1947: Walter Stecher (übernahm 1947 die Leitung des BG Feldkirch)
- 1947–1978: Ludwig Kert
- 1978–1985: Josef Blank
- 1985–1998: Elmar Dür
- 1998–2008: Franz Josef Fröwis
- 2008–2019: Helmut Abl
- 2019–laufend: Gerald Fenkart